# Pachymorpha spinosa
Pachymorpha spinosa is een wandelende tak uit de familie Phasmatidae. De wetenschappelijke naam van deze soort is voor het eerst voorgesteld door Paul Brock en Jack Hasenpusch in een publicatie uit 2007.
De soort komt voor in Australië.